# Été 90 - Let me Dance
Été 90 - Let me Dance è una raccolta postuma della cantante italo-francese Dalida, pubblicata nel 1990 da Carrere.
L'album, creato per l'estate del 1990, contiene undici canzoni di Dalida in stile elettronico e pop.
Il brano Let me dance (in versione "Club Mix") è un medley postumo remix di quattro brani celebri di Dalida: Laissez-moi danser, Rio di Brasil, J'attendrai e Gigi l'amoroso. Esiste poi anche una versione "Single" di questo pezzo che riunisce solo Laissez-moi danser e Rio do Brasil.
Il nome di questo brano non è da confondersi con la canzone Let me dance tonight, versione in lingua inglese di Laissez-moi danser, già pubblicata nel 1979.
Nell'album compare anche una nuova versione di Quelque part au soleil, con alcune differenze dall'originale del 1988 (viene soppresso un ritornello all'inizio).
La raccolta venne commercializzata sia in formato CD jewel case che in Musicassetta.

## Tracce
1. Let me dance (medley - versione Club Mix)
2. Kalimba de Luna (versione in inglese)
3. La danse de Zorba (versione 1986)
4. J'attendrai
5. Ti amo (Je t'aime)
6. C'était mon ami
7. Quelque part au soleil (medley - Megamix)
8. Danza (in italiano)
9. Il faut danser reggae
10. Confidences sur la fréquence
11. Aghani aghani (in egiziano)